# فوره
فوره (به عربی: فورة) یک روستا در سوریه است که در ناحیه زیاره واقع شده‌است. فوره ۴۷۵ نفر جمعیت دارد.